# Adrienne Shelly
Adrienne Shelly, de son vrai nom Adrienne Levine, née le 24 juin 1966 dans le Queens à New York, morte assassinée le 1er novembre 2006 à Manhattan, est une actrice et réalisatrice américaine.

## Biographie
Actrice fétiche de Hal Hartley, Adrienne Shelly apparaît notamment dans ses films L'Incroyable Vérité et Trust Me,. Adepte des préceptes et valeurs du cinéma indépendant, elle a, durant les dernières années de sa vie, préféré passer plus de temps de l'autre côté de la caméra. Elle se contente alors de quelques apparitions au sein de séries TV telles que Oz ou encore New York, police judiciaire ainsi que dans le documentaire de Rosanna Arquette Searching for Debra Winger (film sur le thème de la quarantaine et des femmes auquel participent un grand nombre d'actrices du monde entier) et dans Factotum de Bent Hamer en 2005 aux côtés de Matt Dillon et Lili Taylor.
Elle réalise en 1996 son premier film, Sudden Manhattan. Ce premier essai concluant est suivi en 1999 par I'll Take you There, qui obtient un succès d'estime, puis par Waitress, qui ne sort qu'en 2007, presque un an après son meurtre, et est présenté au Festival de Sundance.

### Assassinat
Adrienne Shelly meurt à 40 ans ; elle est retrouvée par son mari pendue dans sa douche. La police semble s'orienter vers un suicide mais, sur l'insistance de son mari qui trouve cette thèse peu probable, les enquêteurs font examiner les lieux et découvrent des traces de pas n'appartenant à aucun des proches de l'actrice. Ils établissent rapidement que l'ouvrier qui effectue des rénovations dans l'appartement placé juste en dessous de celui qu’elle utilisait pour écrire est en réalité l'homme qui a commis le meurtre et maquillé la scène de crime après être rentré dans l’appartement pour commettre un vol. Cet homme, Diego Pillco, un ouvrier équatorien, avoue le 6 novembre 2006 avoir commis le crime et avoir tenté de faire croire à un suicide. Il est condamné à 25 ans de prison sans libération conditionnelle.

### Postérité
La vie d'Adrienne Shelly a fait l'objet du documentaire Adrienne réalisé par son mari, Andy Ostroy. Le film a été diffusé sur HBO.

## Filmographie

### Réalisatrice
- 1996 : Sudden Manhattan (en)
- 1999 : I'll Take you There
- 2007 : Waitress

### Actrice

#### Cinéma
- 1989 : L'Incroyable Vérité (The Unbelievable Truth)  : Audry
- 1990 : Trust Me : Maria Coughlin
- 1990 : Lonely in America : Une femme dans le Laundromat
- 1991 : Big Girls Don't Cry... They Get Even : Stephanie
- 1992 : Hold Me, Thrill Me, Kiss Me : Dannie
- 1993 : Hexed (en) : Gloria O'Connor
- 1994 : Opera No. 1 : Fairy #2
- 1994 : Sleeping with Strangers : Jenny
- 1994 : Teresa's Tattoo : Teresa/Gloria
- 1994 : The Road Killers : Red
- 1994 : Sleep with Me : Pamela
- 1995 : Kalamazoo
- 1996 : Sudden Manhattan : Donna
- 1997 : The Regulars
- 1997 : Grind : Janey
- 1998 : Wrestling with Alligators : Mary
- 1999 : I'll Take You There : Lucy
- 2000 : The Shadows of Bob and Zelda : Zelda
- 2001 : Revolution #9 : Kim Kelly
- 2001 : Dead Dog : Mme Marquet
- 2004 : Tiger: His Fall & Rise : Terry
- 2005 : Factotum : Jerry
- 2007 : Waitress : Dawn
- 2007 : Vibrator et Thor lpb

#### Télévision
- 1994 : Homicide (Homicide: Life on the Street) (série télévisée) (1 épisode) : Ines Quinn
- 1997 : Demain à la une (Early Edition) (série télévisée) (1 épisode) : Emma Shaw
- 1998 : Oz (série télévisée) (1 épisode) : Sarah
- 2000 : New York, police judiciaire (Law & Order) (série télévisée) (1 épisode) : Wendy Alston
- 2001 : The Atlantic Conspiracy (téléfilm) : Samantha